# Čuluun Hulan
Čuluun Hulan (in mongolo: Чулууны Хулан; Harhorin, 30 maggio 1985) è un'attrice mongola.
Il suo ruolo principale è stato interpretare Börte nel film Mongol candidato come miglior film straniero agli Oscar del 2008.

## Biografia
Čuluun, subito dopo un tentativo non riuscito di arruolarsi nell'esercito del suo Paese, è stata notata da Guka Omarav, assistente del regista Sergej Bodrov, mentre a poche settimane dalle riprese stavano cercando il volto di una vera mongola per la parte della moglie di Gengis Khan. Dopo infruttuosi casting la scelta di prendere una attrice non professionista fu un rischio ripagato dal successo del film.
Durante le riprese del film l'attrice si innamora di Naryn Igilik, anche lui assistente di Bodrov e che ha avuto una piccola parte nel film, e i due oggi sposati vivono ad Almaty in Kazakistan.